# John Cardos
John "Bud" Cardos (San Luis, 20 de diciembre de 1929 – Acton, 31 de diciembre de 2020) fue un cineasta, actor y doble de riesgo estadounidense. Inició su carrera a mediados de la década de 1960, registrando apariciones especialmente en películas de serie B, género en el que también se desempeñó como director y doble.
Falleció el 31 de diciembre de 2020 en su hogar de Acton, California a los 91 años.

## Filmografía

### Cine
- Deadwood '76 (1965)
- Hells Angels on Wheels (1967)
- The Road Hustlers (1968)
- Psych-Out (1968)
- Killers Three (1968)
- Nightmare in Wax (1969)
- Blood of Dracula's Castle (1969)
- Satan's Sadists (1969)
- Hell's Bloody Devils (1970)
- The Rebel Rousers (1970)
- The Female Bunch (1971)
- Breaking Point (1976)
- Kingdom of the Spiders (1977)
- The Dark (1979)
- The Day Time Ended (1979) - Director
- Mutant (1984)
- Outlaw of Gor (1988)
- Skeleton Coast (1988)
- Act of Piracy (1990)

### Televisión
- The Monroes (1967)
- Custer (1967)
- The High Chaparral (1967)
- Daniel Boone (1968)